# Bătălia de la Uman
Bătălia de la Uman (iulie – 8 august 1941) a fost una dintre bătăliile purtate pe frontul de răsărit al celui de-al doilea război mondial în vara anului 1941. Lupta s-a dat în Ucraina vestică, între Grupul de Armate Sud Germană (Gerd von Rundstedt) și Direcția Sovietică de Sud-Vest (Semion Budionnîi), care cuprindea Frontul Sovietic de Sud-Vest (Mihail Kirponos) și Frontul Sovietic de Sud (Ivan Tiulenev).

## Context general
În primele săptămâni ale invaziei germane, Grupul de Armate Sud a înaintat rapid spre est, cucerind Lvov, Tarnopol și Vinnița și distrugând patru corpuri mecanizate conduse la contraatac de generalul Kirponos. Aceast episod a fost cea mai mare luptă de blindate purtată pe frontul de răsărit până la Bătălia de la Kursk. Tancurile sovietice le depășeau numeric pe cele germane, dar acțiunile lor au fost prost coordonate. Forțele sovietice au încercat să taie coloanele germane în plină înaintare, dar au fost lovite atât din nord cât și din sud în zona Dubno. Până pe 29 iunie 1941, înaintarea germană a fost oprită temporar, dar sovieticii și-au pierdut vigoarea atacului și au început să se retragă.

### Cele trei atacuri
Pe 10 iulie 1941, Budionnîi a fost numit la comanda supremă a trupelor funcțonând pe direxcția de sud-vest, pentru coordonarea acțiunilor Fronturilor de Sud-Vest și de Sud. Sub comanda mareșalului se aflau cam 1,5 milioane de soldați, cantonați în două concentrări mari la Uman și Kiev. 
De indata ce Budionnîi a preluat comanda, Grupul de Armate Sud a lansat o serie de trei atacuri spre centrul Ucrainei. Grupul Panzer I (Ewald von Kleist) a reușit deschiderea unei spărturi între cele două concentrări sovietice din Kiev și Uman, cucerind Berdicevul pe 15 iulie și Kazatinul în ziua următoare. Armata a XVII-a germană (Karl-Heinrich von Stülpnagel) a înainta spre sudul Umanului, iar Armata a XI-a germană (Ritter von Schobert) a înaintat spre nord de pe pozițiile de la granița României. 
STAVKA și comandanții Frontului de Sud au presupus în mod greșit că germanii doresc să forțeze Nipruul între Kiev și Cerkasî, cu obiectivul îndepărtat al cuceririi Donbasului. Sovieticii au subestimat pericolul de încercuire a Armatelor a VI-a și a XII-a sovietice. Pe 28 iulie, s-a dat ordinul Fronturilor de S și de S-V să blocheze înaintarea germană spre Nipru și să se retragă doar spre răsărit. În acest fel, șansa de a evita încercuirea prin retragerea spre S-E a fost pierdută. 
Pe 2 august, arcul încercuirii a fost închis prin joncțiunea Grupului I Panzer și a Armatei a XVII-a de infanterie germane. Încercuirea a fost înrărită de un al doilea inel format de Divizia a XVI-a Panzer și Grupul mecanizat ungar (Gyorshadtest). Până pe 8 august, rezistența sovieticilor încercuiți a încetat aproape cu desăvârșire. 20 de divizii ale Armatelor a VI-a și a XII-a sovietice au fost distruse. După cum s-a afirmat din surse militare germane, au fost luați peste 100.000 de prizonieri sovietici. Printre prizonieri se aflau comandanții celor două armate, patru comandanți de corpuri de armată și unsprezece comandanți de divizii.

### Pierderile sovietice
Pierderile totale sovietice sunt greu de estimat. O apreciere rezonabilă ar face ca aceste pierderi să fie de aproximativ 300.000 de oameni, din care 100.000 de prizonieri. 